# آلمنارا د آداخا
آلمنارا د آداخا (به اسپانیایی: Almenara de Adaja) یک شهرستان در اسپانیا است که در استان وایادولید واقع شده‌است.